# Порт-МакНіл
Порт-МакНіл (англ. Port McNeill) — містечко в Канаді, у провінції Британська Колумбія, у складі регіонального округу Маунт-Веддінґтон.

## Населення
За даними перепису 2016 року, містечко нараховувало 2337 осіб, показавши скорочення на 6,7%, порівняно з 2011-м роком. Середня густина населення становила 169,7 осіб/км².
З офіційних мов обидвома одночасно володіли 75 жителів, тільки англійською — 2 260. Усього 130 осіб вважали рідною мовою не одну з офіційних.
Працездатне населення становило 74,4% усього населення, рівень безробіття — 6,1% (6,5% серед чоловіків та 5,7% серед жінок). 88,5% осіб були найманими працівниками, а 11,1% — самозайнятими.
Середній дохід на особу становив $49 690 (медіана $39 893), при цьому для чоловіків — $63 952, а для жінок $34 071 (медіани — $59 648 та $28 565 відповідно).
30,4% мешканців мали закінчену шкільну освіту, не мали закінченої шкільної освіти — 25,1%, 44,3% мали післяшкільну освіту, з яких 28,3% мали диплом бакалавра, або вищий.
| Статево-вікова структура населення | Статево-вікова структура населення | Статево-вікова структура населення | Статево-вікова структура населення | Статево-вікова структура населення |
| ---------------------------------- | ---------------------------------- | ---------------------------------- | ---------------------------------- | ---------------------------------- |
|                                    |                                    |                                    |                                    |                                    |
| Всього                             | Всього                             | 51,5%48,5%                         |                                    |                                    |
| 0 — 14 років                       | 0 — 14 років                       |                                    | 18,8%                              | 18,8%                              |
| 15 — 64 років                      | 15 — 64 років                      |                                    | 69,2%                              | 69,2%                              |
| 65 і більше                        | 65 і більше                        |                                    | 12%                                | 12%                                |
| 85 і більше                        | 85 і більше                        |                                    | 0,4%                               | 0,4%                               |
| Середній вік (років)               | Середній вік (років)               | 40,238,5                           | 39,4                               | 39,4                               |
| Медіана (років)                    | Медіана (років)                    | 41,739,8                           | 40,7                               | 40,7                               |
| — чоловіки — жінки                 |                                    |                                    |                                    |                                    |

| Походження мешканців:     | Походження мешканців:     | Походження мешканців: | Походження мешканців: | Походження мешканців: |
| ------------------------- | ------------------------- | --------------------- | --------------------- | --------------------- |
| Походження                |                           |                       | осіб                  | %                     |
| Корінні американці        | Корінні американці        |                       | 300                   | 12.88%                |
| Інше північноамериканське | Інше північноамериканське |                       | 700                   | 30.04%                |
| Європейське               | Європейське               |                       | 1 840                 | 78.97%                |
| британське                | британське                |                       | 1 300                 | 55.79%                |
| французьке                | французьке                |                       | 260                   | 11.16%                |
| українське                | українське                |                       | 80                    | 3.43%                 |
| Латинськоамериканське     | Латинськоамериканське     |                       | 90                    | 3.86%                 |
| Африканське               | Африканське               |                       | 55                    | 2.36%                 |
| Азійське                  | Азійське                  |                       | 130                   | 5.58%                 |
| Океанійське               | Океанійське               |                       | 20                    | 0.86%                 |

| Зайнятість населення за галузями (за класифікацією NOC): | Зайнятість населення за галузями (за класифікацією NOC): | Зайнятість населення за галузями (за класифікацією NOC): | Зайнятість населення за галузями (за класифікацією NOC): | Зайнятість населення за галузями (за класифікацією NOC): |
| -------------------------------------------------------- | -------------------------------------------------------- | -------------------------------------------------------- | -------------------------------------------------------- | -------------------------------------------------------- |
|                                                          |                                                          |                                                          |                                                          |                                                          |
| Управління                                               | Управління                                               |                                                          | 9,4%                                                     | 9,4%                                                     |
| Бізнес, фінанси та адміністрування                       | Бізнес, фінанси та адміністрування                       |                                                          | 8,6%                                                     | 8,6%                                                     |
| Природничі та прикладні науки                            | Природничі та прикладні науки                            |                                                          | 10,4%                                                    | 10,4%                                                    |
| Охорона здоров'я                                         | Охорона здоров'я                                         |                                                          | 3,6%                                                     | 3,6%                                                     |
| Освіта, правозахист, муніципальні та урядові служби      | Освіта, правозахист, муніципальні та урядові служби      |                                                          | 9,7%                                                     | 9,7%                                                     |
| Мистецтво, культура, відпочинок та спорт                 | Мистецтво, культура, відпочинок та спорт                 |                                                          | 1,4%                                                     | 1,4%                                                     |
| Роздрібна торгівля та послуги                            | Роздрібна торгівля та послуги                            |                                                          | 19,8%                                                    | 19,8%                                                    |
| Гуртова торгівля, транспорт та обладнання                | Гуртова торгівля, транспорт та обладнання                |                                                          | 22,7%                                                    | 22,7%                                                    |
| Природні ресурси, сільське господарство                  | Природні ресурси, сільське господарство                  |                                                          | 10,8%                                                    | 10,8%                                                    |
| Виробництво                                              | Виробництво                                              |                                                          | 3,6%                                                     | 3,6%                                                     |

## Клімат
Середня річна температура становить 8,4°C, середня максимальна – 17,2°C, а середня мінімальна – -1,5°C. Середня річна кількість опадів – 2 068 мм.
| Клімат поселення                              | Клімат поселення | Клімат поселення | Клімат поселення | Клімат поселення | Клімат поселення | Клімат поселення | Клімат поселення | Клімат поселення | Клімат поселення | Клімат поселення | Клімат поселення | Клімат поселення | Клімат поселення |
| Показник                                      | Січ.             | Лют.             | Бер.             | Квіт.            | Трав.            | Черв.            | Лип.             | Серп.            | Вер.             | Жовт.            | Лист.            | Груд.            |                  |
| Середній максимум, °C                         | 7,34             | 8,37             | 9,58             | 11,56            | 14,13            | 16,59            | 16,54            | 17,24            | 15,30            | 11,65            | 7,66             | 5,59             |                  |
| Середня температура, °C                       | 2,93             | 3,96             | 5,17             | 7,16             | 9,73             | 12,18            | 14,11            | 14,79            | 12,84            | 9,22             | 5,22             | 3,14             |                  |
| Середній мінімум, °C                          | −1,46            | −0,45            | 0,75             | 2,74             | 5,31             | 7,78             | 11,66            | 12,34            | 10,40            | 6,77             | 2,78             | 0,70             |                  |
| Норма опадів, мм                              | 277              | 195              | 168              | 133              | 92               | 88               | 60               | 78               | 118              | 265              | 309              | 285              |                  |
| Середньомісячна швидкість вітру, м/с          | 4.99             | 4.64             | 4.21             | 3.96             | 3.66             | 3.50             | 3.36             | 3.14             | 3.22             | 3.98             | 4.77             | 4.80             |                  |
| Середньомісячна сонячна радіація, кДж/м²·день | 2736             | 5377             | 9352             | 13824            | 17649            | 18714            | 19180            | 16300            | 11819            | 6390             | 3152             | 2149             |                  |
| --------------------------------------------- | ---------------- | ---------------- | ---------------- | ---------------- | ---------------- | ---------------- | ---------------- | ---------------- | ---------------- | ---------------- | ---------------- | ---------------- | ---------------- |
| Джерело:                                      |                  |                  |                  |                  |                  |                  |                  |                  |                  |                  |                  |                  |                  |